# هادیه (یمن)
 هادیه  به عربی ( الهادیَة )، روستای است در عزلهٔ (آل عامر)، ناحیهٔ (الصفراء)، از توابع استان صَعده در کشور یمن در شبه جزیره عربستان. 
جمعیت آن ۱۶۶ نفر (۸ خانوار) می‌باشد.